# Simon Chekroun
Simon Chekroun, född 8 november 1986, är en svensk futsalspelare i Sveriges herrlandslag  och IFK Göteborg.

## Karriär
Simon Chekroun har tre SM-guld (2012, 2015, 2016) och gjorde den 11 december 2012 Sveriges första landslagsmål genom tiderna. Han har sedan dess gjort över femtio (53) landskamper. Utöver futsal har Chekroun spelat fotboll i både Allsvenskan och Superettan med Örgryte IS. Inför 2017 skrev han på för Västra Frölunda IF där han efterföljande säsong gjorde 24 mål på 19 matcher.